# Lonchoptera elinorae
Espèce
Lonchoptera elinorae est une espèce de diptères de la famille des Lonchopteridae.

## Publication originale
- (en + sv) Hugo Andersson, « Eight new species of Lonchoptera from Burma (Dipt., Lonchopteridae) », Entomologisk Tidskrift, vol. 92, nos 3-4,‎ 1971, p. 213-231 (ISSN 0013-886X, OCLC 1030570, lire en ligne).